# Machine Head
Machine Head (uváděno i zkratkou MH) je americká heavy metalová hudební skupina z Oaklandu v Kalifornii založená v roce 1991 zpěvákem a kytaristou Robbem Flynnem, který je dodnes jejím jediným původním členem. Agresivní hudební projev Machine Head z ní učinil jednu z průkopnických kapel nové vlny amerického heavy metalu. Současné složení kapely tvoří Flynn, baskytarista Jared MacEachern, bubeník Matt Alston a kytarista Reece Scruggs. Bývalými členy jsou baskytarista Adam Duce, kytaristé Logan Mader, Ahrue Luster, Phil Demmel a Wacław Kiełtyka, a bubeníci Tony Costanza, Chris Kontos a Dave McClain; Mader a Kontos s kapelou vyrazili na turné v letech 2019 a 2020 u příležitosti 25. výročí vydání jejího prvního alba Burn My Eyes (1994).
První čtyři alba Machine Head si získala postupně rostoucí fanouškovskou základnu v Evropě; úspěchu ve Spojených státech však kapela dosáhla až s pozdějšími nahrávkami. Kontroverze vyvolalo čtvrté album Supercharger (2001), které vyšlo tři týdny po útocích z 11. září; jeho jediný singl „Crashing Around You“ a k němu natočený videoklip (v němž se objevují hořící budovy) byl stažen ze všech médií. V důsledku kontroverze kapela v roce 2002 téměř zanikla poté, co ukončila smlouvu s vydavatelstvím Roadrunner Records, nicméně nakonec u stejného labelu podepsala novou smlouvu.
Po experimentech s prvky groove metalu a nu metalu v raných albech přešla kapela s šestým albem The Blackening (2007) k tradičnějšímu thrash metalu a delším skladbám. Toto album sklidilo nadšené kritiky a bylo magazínem Metal Hammer v roce 2010 zvoleno Albem desetiletí; jeho první singl „Aesthetics of Hate“ byl navíc nominován na cenu Grammy. Podobného úspěchu dosáhla kapela i s dalšími dvěma alby, Unto the Locust (2011) a Bloodstone & Diamonds (2014), než opět experimentovala s nu metalem na deváté desce Catharsis (2018). Následující album Of Kingdom and Crown (2022) znamenalo návrat ke groove a thrash metalovým kořenům a zároveň šlo o první koncepční album kapely. Jejich nejnovějším studiovým albem je Unatoned z roku 2025.
Machine Head vydali jedenáct studiových alb, dvě živá alba, jedno videoalbum, třináct singlů a patnáct videoklipů. Čtyři studiová alba kapely získala stříbrnou certifikaci ve Spojeném království a nejvyšší příčku v žebříčku Billboard 200 kapela obsadila s albem Bloodstone & Diamonds na 21. místě. K roku 2013 prodala kapela více než tři miliony desek po celém světě.

## Historie
Skupina vznikla na troskách thrashové legendy Vio-lence v americkém Oaklandu v roce 1992. Zakládajícím členem a hlavním mozkem kapely byl od počátku Rob Flynn (vokál, kytara) ke kterému se připojil Adam Duce (baskytara) Logan Mader (kytara) a Tony Costanza, kterého brzy nahradil Chris Kontos. První deska vyšla roku 1994 pod názvem Burn My Eyes a na metalové scéně způsobila doslova revoluci. Kapela pojila tradiční thrash metalové riffy s valivým hardcorem a Robbův zpěv se pohyboval od řvavého vokálu po melodické zpívánky. Přes různé problémy s bubeníkem se natrvalo na bubenickou stoličku usazuje Dave McLain (ex-Sacred Reich). Druhé album The More This Change vychází v roce 1997 a o dva roky později třetí počin Burning Red, na kterém se kapela přiklonila k vlně nových nu-metalových kapel a kladla větší důraz na melodiku. V tomto duchu pokračují i na albu Supercharger z roku 2001. Návrat ke kořenům se koná roku 2003 s deskou Trough the Ashes of Empires, která je vynikající po všech stránkách, kritiky vřele přijímaná a ukazuje nám Machine Head v poloze, ve které jim to sluší nejvíc.
Machine Head vždy bořili hranice metalu a ať už byla jejich alba víc mainstreamová a ne vždy fanoušky dobře přijata, vždy se drželi svého osobitého stylu, který si za ta léta vybudovali. V roce 2007 jim vyšlo další album The Blackening.
Album sklidilo obrovský úspěch a bylo v několika anketách vyhlášeno nejlepším metalovým albem dekády. Obsahuje takové kousky jako na památku zesnulého Dimebega Darella Aesthetics of Hate nebo hit Halo. Kapela zde nastolila nový řád, kdy písničky na albu dosahovaly stopáže i 10 minut a byly do té doby u Machine Head neobvykle melodické. V různých rozhovorech Robb Flynn zdůrazňoval Davea McClaina jako jejich tajnou zbraň, co se melodií týče. Během turné na podporu alba zažili členové kapely i ponorkovou nemoc, kdy se Robb s Ducem dostávali často do konfliktů, což řešili chozením na terapie.
Roku 2009 nastala kratší pauzu věnovanou skládání materiálů pro další album. To nakonec vyšlo v září roku 2011 a neslo název Unto the Locust. Album navazovalo přímo na The Blackening. Skladby nesou větší důraz na melodické vyhrávky a zachází i tam kde to na Blackening nebylo možné. Album sklidilo velké uznání a vysoká hodnocení po celém světě. Na konci turné (začátek roku 2013) však přichází smutná zpráva pro všechny fanoušky, když Adam Duce (baskytara) ohlašuje svůj odchod z kapely, v níž působil více než 20 let. Chtěl odejít již před albem The Blackening, v té době byl ještě přemluven, ale během nahrávání Unto the Locust nedostal žádné příležitosti zapsat se na album svými texty a usoudil, že je čas jít vpřed. Kapela vyhlásila po čase konkurz na jeho místo a ohlásila vydání nového alba na přelomu let 2013/2014. Novým baskytaristou se stal Jared MacEachern, který působil dříve v kapele Sanctity. Už v roce 2013 odehráli Machine Head několik koncertů v nové sestavě v rámci putovního Rockstar energy drink Mayhem festivalu. V roce 2014 se uskutečnilo turné s názvem Killers and Kings. Cílem bylo vystoupit ve městech, kde MH dlouho nebyli. Jednou zastávkou byla i Praha a koncert v klubu Roxy. Nahrávání nového alba se prodloužilo a jeho oficiální vydání se uskutečnilo pro Evropu 7. 11. 2014, pro USA a UK 10. 11. 2014. Následovalo turné na jeho podporu s místy zastávek v Evropě, ale převážně v USA. Cílem turné bylo vynechání festivalových akcí a uskutečnění tzv. An evening with Machine Head, což znamenalo vystoupení bez předkapely se setem trvajícím přes 2 hodiny.

## Sestava
- Robb Flynn – zpěv, rytmická kytara (1991–dosud)
- Jared MacEachern – baskytara, doprovodný zpěv (2013–dosud)
- Wacław "Vogg" Kiełtyka – sólová kytara, doprovodný zpěv (2019–dosud)
- Matt Alston – bicí (2019–dosud)

## Diskografie
Studiová alba
- Burn My Eyes (1994)
- The More Thnigs Change (1997)
- Burning Red (1999)
- Supercharger (2001)
- Through The Ashes Of Empires (2003)
- The Blackening (2007)
- Unto The Locust (2011)
- Bloodstone & Diamonds (2014)
- Catharsis (2018)
- Of Kingdom And Crown (2022)

EP
- Take My Scars (1997)
- Year of the Dragon (2000)
- The Blackening & Beyond (2007)
- The Black Procession (2011)
- B-Sides & Rarities (2012)

Kompilační alba
- Year of the Dragon: Tour Diary Japan (2000)

Koncertní alba
- Hellalive (2003)
- Machine F**king Head Live (2012)